# Rosalba Bongiovanni
Rosalba Bongiovanni (Torino, 22 febbraio 1949) è una doppiatrice e attrice italiana.

## Biografia
Appartiene ai doppiatori italiani attivi negli studi di Torino e di Milano. Ha prestato la voce a numerosi personaggi di cartoni animati e telenovelas, fra i quali si ricordano Hildegard Sonnbichler in Tempesta d'amore e Mamie Johnson in Febbre d'amore.
Oltre all'attività di doppiatrice, la Bongiovanni ha svolto  una lunga carriera teatrale: dopo aver debuttato giovanissima con Erminio Macario, ha preso parte a diversi spettacoli fra cui Forbici follia per la regia di Gianni Williams. Talora ha rivestito inoltre il ruolo di regista teatrale.
In televisione viene ricordata per i ruoli di Ginevra, la madre di Gabriele Andreasi, nella soap opera Centovetrine, e di Carla Giusti in Cuori rubati.

## Doppiaggio

### Film
- Lynn Redgrave in A Natale tutto è possibile
- Alethea McGrath in Meno male che c'è papà - My Father
- Donna White in Un regalo speciale
- Joanna Cassidy in Il potere del male
- Cristina Banegas in Infanzia clandestina

### Serie televisive
- Lisa Darr in Squadra Med - Il coraggio delle donne
- Lisa Ann Walter in Squadra Med - Il coraggio delle donne
- Patricia Richardson in Squadra Med - Il coraggio delle donne
- Ruth Williamson in Nip/Tuck
- Judith Light in Transparent
- Jill Clayburgh in Ally McBeal
- Karen Black in Law & Order: Criminal Intent
- Michèle Moretti in Hard
- Marion Ross in Anger Management
- Adele Neuhauser in Quattro donne e un funerale[6]

### Soap opera e telenovelas
- Antje Hagen in Tempesta d'amore
- Veronica Redd in Febbre d'amore
- Susan Pratt e Ellen Holly in Sentieri
- Dora Cadavid in Betty la fea, Ecomoda
- Nathalia Timberg in La forza del desiderio
- Erika Wallner in Celeste, Celeste 2
- Débora Duarte in Terra nostra
- Graciela Pal in Una famiglia quasi perfetta
- Hilda Bernard in Rebelde Way
- Marisel Antonione in Stellina

### Cartoni animati e anime
- Mab in Roswell Conspiracies
- Suzanne Hertz in Code Lyoko
- Pickles Oblong e signora Hubbard in The Oblongs
- Wilhelmina in Cadillacs e dinosauri
- Ferocia in Un pizzico di magia
- Nonna in Angelina ballerina
- Signora Brinks in Angela Anaconda
- Madre di Smilzo in Tre contro tutti
- Madre di Gian in Doraemon
- Cameriera Robot e madre di Kioko in What a mess Slump e Arale
- Malissa in Magica Doremì
- Signora Hippo, Pucci e tata di Claude in Luna principessa argentata
- Topina blu in Principessa dai capelli blu
- Madre di Sylvia in Gundam Wing
- Black Wollow in Eto Rangers
- Jane Morris in Robotech Macross
- Murugu in Yu degli spettri
- Nonna Obaa Kamihara in Stitch!
- Sig.Ra Haggerty (levatrice) in Sorridi, piccola Anna
- Capo Olba in Kulipari: L'esercito delle rane
- Signora Crudup in Sabrina, the Animated Series
- Gloriosa “vecchia Nyon” in One Piece